# 1677 Тихо Браге
1677 Тихо Браге (1677 Tycho Brahe) — астероїд головного поясу, відкритий 6 вересня 1940 року.
Тіссеранів параметр щодо Юпітера — 3,396.
За ім'ям данського астронома, астролога і алхіміка Тихо Браге.